# Ponor (Pale)
Pour les articles homonymes, voir Ponor.
Ponor (en serbe cyrillique : Понор) est un village de Bosnie-Herzégovine. Il est situé sur le territoire de la ville d'Istočno Sarajevo, dans la municipalité de Pale et dans la république serbe de Bosnie. Selon les premiers résultats du recensement bosnien de 2013, il compte 21 habitants.

## Démographie

### Évolution historique de la population dans la localité
| 1948 | 1953 | 1961 | 1971 | 1981 | 1991 | 2013 |
| ---- | ---- | ---- | ---- | ---- | ---- | ---- |
| -    | -    | 233  | 170  | 100  | 76   | 21   |

|  |

## Personnalité liée à la commune
Mićo Stanišić (1954-) homme politique serbe